# クラッシュドアイス
クラッシュドアイスはカクテルなどに使われる限界まで細かく砕かれた氷のことである。カクテルに入っている場合、光の加減で少しキラキラ光るのが確認できるがそのまま飲み込んでもほとんど気がつかない。ショートドリンクに使われることが多く、短時間冷たさを保つために使われる。ロングドリンクに使われることは少ない。

## 作り方
- 清潔で厚めな布巾を用意し、その中に氷を包む。それをアイスピックの柄など丸みのある鈍器で叩いて砕く。その後大きめの氷を取り除き、使用したいカクテルなどに早めに加える。
- 氷をフードプロセッサー等に掛ける。
- 専用の機械（アイスクラッシャー）で作る。